# Didemnum coccineum
Didemnum coccineum är en sjöpungsart som först beskrevs av Richard von Drasche-Wartinberg 1883.  Didemnum coccineum ingår i släktet Didemnum och familjen Didemnidae. Inga underarter finns listade i Catalogue of Life.